# Iskăr (reservoar)
Iskăr (bulgariska: Искър) är en reservoar i Bulgarien.   Den ligger i regionen Sofija-grad, i den västra delen av landet, 30 km sydost om huvudstaden Sofia. Arean är 24,0 kvadratkilometer. Den sträcker sig 9,9 kilometer i nord-sydlig riktning, och 8,7 kilometer i öst-västlig riktning.